# Tvingen
Tvingen är en sjö i Oskarshamns kommun i Småland och ingår i Viråns huvudavrinningsområde. Sjön är 28,5 meter djup, har en yta på 2,13 kvadratkilometer och befinner sig 53,2 meter över havet. Sjön avvattnas av vattendraget Virån. Vid provfiske har en stor mängd fiskarter fångats, bland annat abborre, björkna, braxen och gers.

## Delavrinningsområde
Tvingen ingår i det delavrinningsområde (636758-152855) som SMHI kallar för Utloppet av Tvingen. Medelhöjden är 62 meter över havet och ytan är 10,37 kvadratkilometer. Räknas de 17 avrinningsområdena uppströms in blir den ackumulerade arean 351,21 kvadratkilometer. Avrinningsområdets utflöde Virån mynnar i havet. Avrinningsområdet består mestadels av skog (62 %) och jordbruk (11 %). Avrinningsområdet har 2,08 kvadratkilometer vattenytor vilket ger det en sjöprocent på 20,1 %.

## Fisk
Vid provfiske har följande fisk fångats i sjön:
- Abborre
- Björkna
- Braxen
- Gärs
- Gädda
- Löja
- Mört
- Nors
- Sarv
- Siklöja